# 1995-ös cannes-i filmfesztivál
A 48. Cannes-i Nemzetközi Filmfesztivál 1995. május 17. és 28. között került megrendezésre, Jeanne Moreau francia színésznő elnökletével. A hivatalos versenyprogramban 24 nagyjátékfilm és 10 rövidfilm szerepelt; az Un certain regard szekcióban 26, míg versenyen kívül mindössze 5 alkotást vetítettek. A párhuzamos rendezvények Kritikusok Hete szekciójában 7 nagyjátékfilmet és 7 rövidfilmet mutattak be, a Rendezők Kéthete elnevezésű szekció keretében pedig 22 nagyjátékfilm és 4 kisfilm vetítésére került sor. A filmes seregszemle vetítésein 30 ország alkotása volt látható; 69 ország 3183 újságíróját akkreditálták, s a rendezvényeken 93 ország mintegy 23 066 filmese jelent meg.

## Az 1995. évi fesztivál

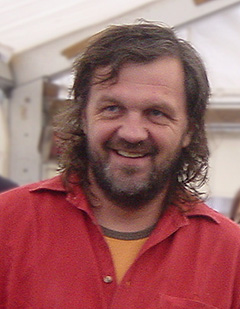
Emir Kusturica (2005)

A rendezvény érdekessége volt, hogy a fesztiválszervezők Préludes címmel készítettek egy sor rövid montázsfilmet, melyeket a hivatalos program versenyfilmjei előtt vetítettek le. A válogatás tematikáját alapvetően két irányzat határozta meg: a filmek egy része aktualitásról, a jelen kor és a történelem kegyetlen valóságáról szólt (A gyűlölet, Haza és szabadság, Ne feledd, hogy meghalsz, Pajzs a résen…), míg másik része egyfajta álomvilágba menekült (Ed Wood, Elveszett gyerekek városa, Halott ember). Az Arany Pálmát e kettősséget felmutató Kusturica-film, az Underground kapta, megosztva mind a filmkedvelők, mind a filmes szakma, mind pedig a kritikusok táborát. A filmmel kapcsolatos intellektuális vita politikai felhangot kapott: a filmrendezőt és a zsűrit is szerbbarátsággal vádolták meg (ekkor a délszláv háború közepén jártunk), különösen a görögök, akik Emir Kusturica francia-német-magyar koprodukcióban készült filmdrámájában Theo Angelopoulos – végül nagydíjjal és FIPRESCI-díjjal jutalmazott – Odüsszeusz tekintete című filmjének riválisát látták. A vádaskodás annyira megviselte a bosnyák származású jugoszláv rendezőt, hogy a fesztivál elhagyásával, és a filmezéssel való felhagyással fenyegetőzött.

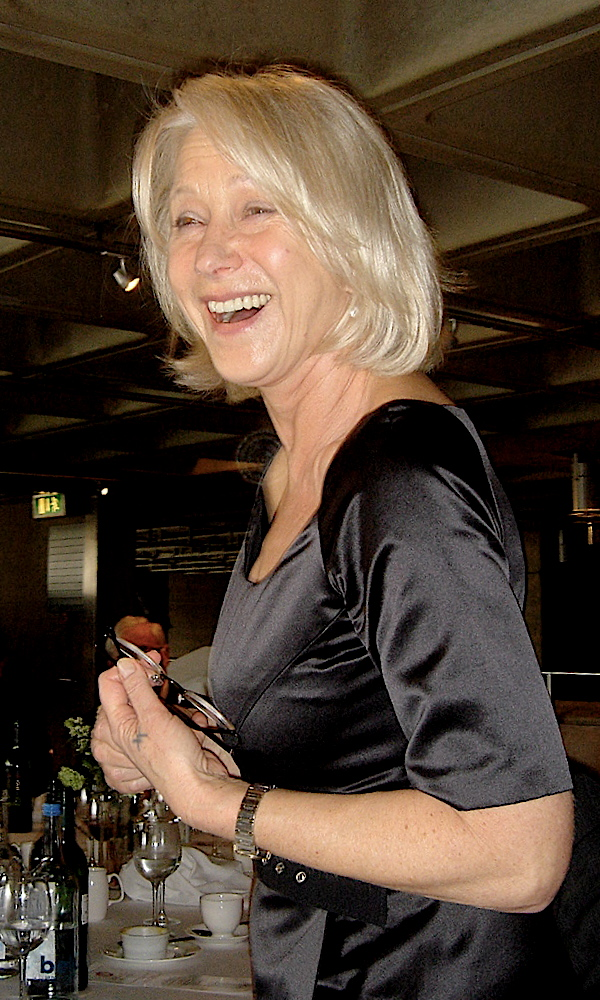
Helen Mirren (2007)

A rendezés díját Mathieu Kassovitz vehette át, A gyűlölet című filmjéért, amelynek témaválasztása (Párizs gettósodó elővárosaiban halmozódó feszültségek és indulatok), valamint nyelvezete valósággal sokkolta a francia nézőket, de egyben iskolát teremtett. A legjobb női alakításért Helen Mirren (György király), a legjobb férfi alakításért pedig Jonathan Pryce (A festőnő szerelmei) vehetett át díjat. Ez utóbbi film érdemelte ki a zsűri különdíját is. A zsűri díjáért mehetett fel a pódiumra a fiatal francia színész-rendező Xavier Beauvois, akinek filmje, a Ne feledd, hogy meghalsz az AIDS-betegséggel foglalkozik. A brit Ken Loach, spanyol polgárháborúban játszódó Haza és szabadság című filmdrámájáért ugyancsak FIPRESCI-díjat kapott.  Az előző évi zsűri nagydíja után a kínai Csang Ji-mou (Zhang Yimou) újabb alkotása kapott elismerést: ezúttal A sanghaji maffia látványvilágát és operatőri munkáját értékelték. A legjobb elsőfilmesnek járó Arany Kamerát az iráni Dzsafar Panahi vehette át a Rendezők Kéthete szekcióban vetített A fehér léggömb című munkájáért.

Diane Keaton (2005)

Az Un certain regard szekcióban a fesztivállátogatók igazi filmcsemegékkel találkozhattak. Ilyen volt az olasz Tonino Guerra filmje (Úton), melyet 1983-ban forgatott, amikor Andrej Arszenyjevics Tarkovszkijt kísérte, aki Nosztalgia című filmjéhez keresett és talált helyszíneket Toszkánában, a Siena-környéki középkori falvakban. A tőle megszokott társadalomkritikával jelentkezett Michael Moore, aki Pajzs a résen, avagy a tökéletlen erő című politikai szatírája azt mutatja be, hogyan keres (és talál) „új ellenséget” a hidegháború utáni Amerikai Egyesült Államok. E szekcióban mutatta be első rövidjátékfilmjét Sophie Marceau (L'aube à l'envers) és újabb művel jelentkezett az ugyancsak színész Diane Keaton (Álmok hősei). Figyelmet érdemelt még: Wim Wenders Lisszaboni története, valamint Gary Fleder Leszámolás Denverben című alkotása.

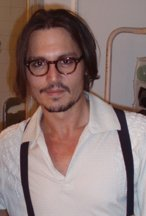
Johnny Depp (2006)

1995-ben Cannes legnagyobb sztárja kétségkívül a sármos, szimpatikus Johnny Depp volt, aki két költői, nem éppen a hollywoodi filmgyártás főáramlatba illeszkedő, film főszerepét is játszotta (Halott emberben, illetve Ed Wood); az előbbiben John Hurt, a másikban Martin Landau, és Sarah Jessica Parker partnere. A hölgyek közül az elragadó Nicole Kidman volt a legkeresettebb, aki Matt Dillonnal az oldalán tündökölt a Majd’ megdöglik érte című akció-vígjátékban. Nagy sikert könyvelhetett el a Desperado szereplőgárdája, elsősorban Antonio Banderas, Salma Hayek, Steve Buscemi és egy rövid szerep erejéig Quentin Tarantino. Ugyancsak ünnepelt filmcsillag volt Sharon Stone, Gene Hackman, Russell Crowe és Leonardo DiCaprio (Gyorsabb a halálnál), valamint Gabriel Byrne, Stephen Baldwin, Kevin Spacey Chazz Palminteri és Guillermo del Toro (Közönséges bűnözők). Nagyszerű alakítást nyújtott Carrington szerepében Emma Thompson, a legjobb színész Jonathan Pryce (A festőnő szerelmei), valamint Hugh Grant (Az angol, aki dombra ment fel és hegyről jött le), Samuel L. Jackson, Nicolas Cage, Helen Hunt és Stanley Tucci (Megérint a halál), továbbá Harvey Keitel, Erland Josephson és Maia Morgenstern (Odüsszeusz tekintete).  John Malkovich oldalán tűnt fel Catherine Deneuve (A kolostor), akinek lánya, Chiara Mastroianni, Xavier Beauvois partnereként játszott a Ne feledd, hogy meghalsz című filmdrámában. Feledhetetlen Rupert Everett, Helen Mirren és Ian Holm játéka (György király), valamint Nick Nolte, Lambert Wilson és Michael Lonsdale (Jefferson Párizsban).
A nemzetközi filmseregszemle Rendezők Kéthete elnevezésű párhuzamos rendezvényén mutatták be visszatekintésként az indiai Satyajit Ray Az út éneke című világsikerét. A mezőnyből kiemelkedett az iráni Dzsafar Panahi Arany Kamera díjas filmdrámája, A fehér léggömb. Figyelemre méltó alkotást mutatott be az amerikai Todd Haynes (Elkülönítve) , a norvég Bent Hamer (Tojások), a brit Mike Newell (Várva várt nagy kaland), a kanadai Charles Binamé (Itt van Eldorádó), a palesztin Michel Khleifi (Három gyöngy meséje), valamint James Mangold (Heavy), Robert Lepage (Gyóntatószék), és Goran Paskaljevic (Valaki más Amerikája).
A hivatalos versenyben a magyar filmművészetet Cakó Ferenc animációs filmje, A homok dala képviselte. Hivatalos kiküldöttként egyedül a kisfilm alkotója vett részt a fesztiválon. Az Un certain regard szekcióban mutatták be Gothár Péter magyar-román koprodukcióban forgatott A részleg című filmdrámáját. Az Arany Kamera zsűrijében foglalt helyet Gaál István filmrendező. További magyar vonatkozásként említhető, hogy a rendezés díjával jutalmazott fiatal francia színész-forgatókönyvíró-rendező, Mathieu Kassovitz apai ágon magyar felmenőkkel bír.
A díjátadón botrány kerekedett: Theo Angelopoulos, aki csalódott volt, amiért filmje, az Odüsszeusz tekintete nem a fődíjat, hanem „csak” a zsűri nagydíját kapta, a következőkkel fordult a díjat átadó Andy Garcíához: „Ha ez az, amit át kell adnod nekem, nincs mit mondanom”, s faképnél hagyva a zavarban lévő színészt és a döbbent közönséget, kivonult a teremből.

## Zsűri

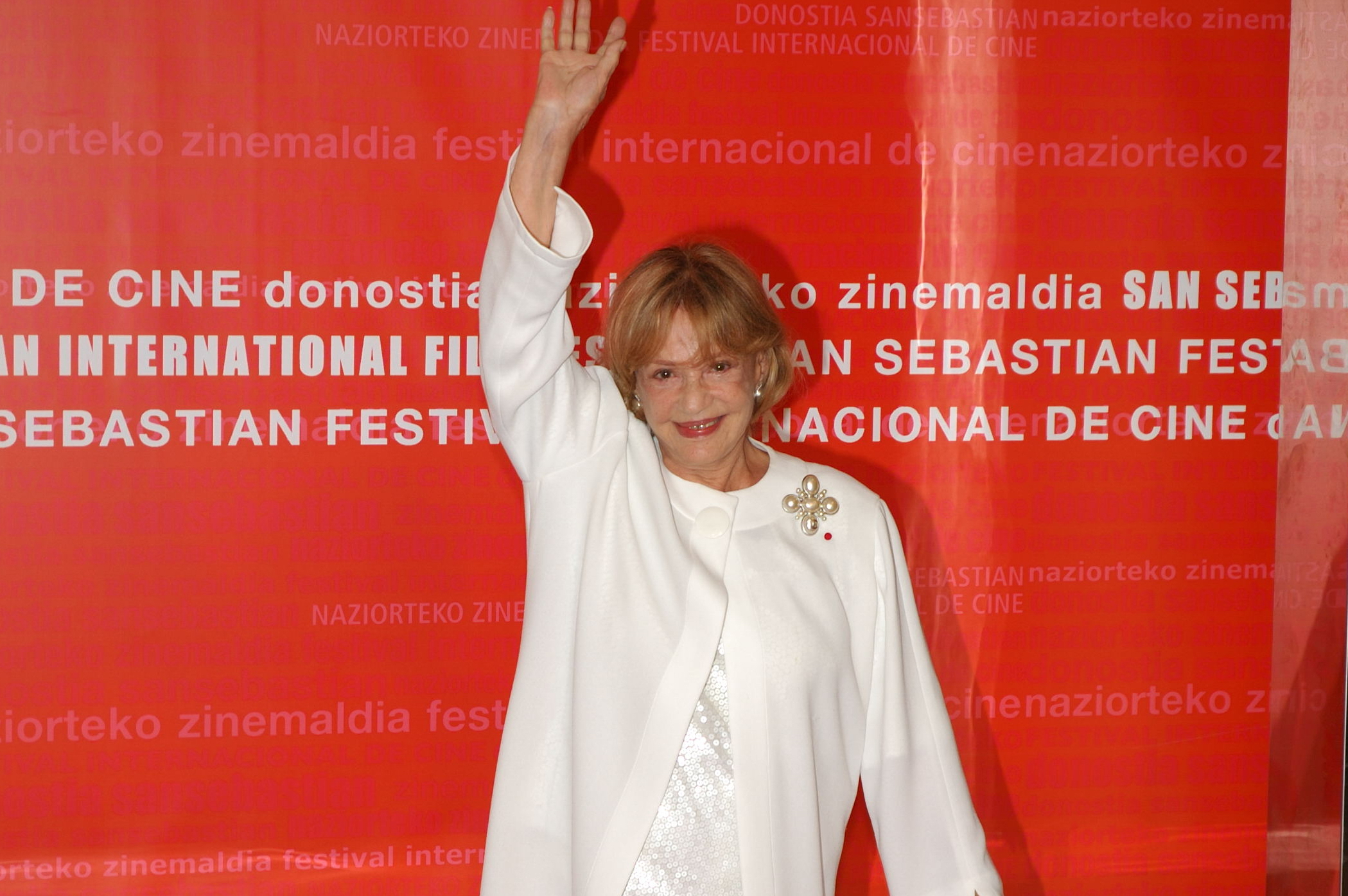
Jeanne Moreau (2006)

### Versenyprogram
- Jeanne Moreau, színésznő –  Franciaország – a zsűri elnöke
- Gianni Amelio, filmrendező –  Olaszország
- Jean-Claude Brialy, színész –  Franciaország
- Nadine Gordimer, író –  Dél-afrikai Köztársaság
- Gaston J-M. Kaboré, filmrendező –  Burkina Faso
- Michèle Ray-Gavras, filmproducer –  Franciaország
- Emilio García Riera, filmkritikus –  Mexikó
- Philippe Rousselot, operatőr –  Franciaország
- John Waters, filmrendező –  Amerikai Egyesült Államok
- Marija Zvereva, forgatókönyvíró –  Oroszország

### Arany Kamera
- Michel Deville, filmrendező –  Franciaország – a zsűri elnöke
- Alberto Barbera, a Filmmúzeum igazgatója –  Olaszország
- Didier Beaudet, hangmérnök, rendező –  Franciaország
- Nguyen Trong Binh, filmforgalmazó –  Franciaország
- Michel Demopoulos, filmkritikus –  Görögország
- Gaál István, filmrendező –  Magyarország
- Caroline Million-Rousseau, filmkedvelő –  Franciaország

## Hivatalos válogatás

### Nagyjátékfilmek versenye
- Angels and Insects (Angyalok és rovarok)[8] – rendező: Philip Haas
- Between the Devil and the Deep Blue Sea – rendező: Marion Hänsel
- Beyond Rangoon (A szabadság ösvényein) – rendező: John Boorman
- Carrington (A festőnő szerelmei) – rendező: Christopher Hampton
- Dead Man (Halott ember) – rendező: Jim Jarmusch
- Ed Wood – rendező: Tim Burton
- Hao nan hao nu (Hao nan hao nu) – rendező: Hou Hsziao-hszien (侯孝賢, Hou Hsiao-hsien)
- Historias del Kronen – rendező: Montxo Armendáriz
- Jefferson in Paris (Jefferson Párizsban) – rendező: James Ivory
- Kids (Kölykök) – rendező: Larry Clark
- L'amore molesto – rendező: Mario Martone
- La cité des enfants perdus (Elveszett gyerekek városa) – rendező: Jean-Pierre Jeunet és Marc Caro
- La haine (A gyűlölet) – rendező: Mathieu Kassovitz
- Land and Freedom (Haza és szabadság) – rendező: Ken Loach
- N'oublie pas que tu vas mourir (Ne feledd, hogy meghalsz) – rendező: Xavier Beauvois
- O convento (A kolostor) – rendező: Manoel de Oliveira
- Senatorul melcilor (A csigák szenátora) – rendező: Mircea Daneliuc
- Saraku – rendező: Sinoda Maszahiro
- The Madness of King George (György király) – rendező: Nicholas Hytner
- The Neon Bible (A neonbiblia - Részigazságok) – rendező: Terence Davies
- To vlemma tou Odyssea (Odüsszeusz tekintete) - Theo Angelopoulos
- Underground – rendező: Emir Kusturica
- Waati – rendező: Souleymane Cissé
- Jao a jao jao tao vaj-po csiao (搖啊搖，搖到外婆橋, Yao a yao yao dao waipo qiao) (A sanghaji maffia) – rendező: Csang Ji-mou (張藝謀, Zhang Yimou)

### Nagyjátékfilmek versenyen kívül
- Desperado[8] – rendező: Robert Rodríguez
- Kiss of Death (Megérint a halál) – rendező: Barbet Schroeder
- The Quick and the Dead (Gyorsabb a halálnál) – rendező: Sam Raimi
- The Usual Suspects (Közönséges bűnözők) – rendező: Bryan Singer
- To Die For (Majd' megdöglik érte) – rendező: Gus Van Sant

### Un certain regard
- A részleg – rendező: Gothár Péter
- Augustin – rendező: Anne Fontaine
- Bye-Bye[5][8] – rendező: Karim Dridi
- Canadian bacon (Pajzs a résen, avagy a tökéletlen erő) – rendező: Michael Moore
- Etz Hadomim Tafus – rendező: Eli Cohen
- Georgia – rendező: Ulu Grosbard
- Haramuya – rendező: Drissa Toure
- Indradhanura Chhai – rendező: Sushant Misra
- Kaki bakar – rendező: U-Wei Haji Saari
- L’aube à l’envers – rendező: Sophie Marceau
- Le plus bel âge… – rendező: Didier Haudepin
- Lessons in the Language of Love – rendező: Scott Patterson
- Lisbon Story (Lisszaboni történet) – rendező: Wim Wenders
- Ljev sz szedoj borodoj – rendező: Andrej Krzsanovszkij
- Muzika dlja dekabrja – rendező: Ivan Dikovicsnij
- Nobat e Asheghi (A szerelem ideje) – rendező: Mohsen Makhmalbaf
- Zsen jüe huang han (Ren yue huang han) – rendező: Csen Ji-fej (陈逸飞, Chen Yifei)
- Rude – rendező: Clément Virgo
- Salaam Cinema (Salaam Cinema) – rendező: Mohsen Makhmalbaf
- Tempo di viaggio (Úton) – rendező: Tonino Guerra és Andrej Tarkovszkij
- The Englishman Who Went Up a Hill But Came Down a Mountain (Az angol, aki dombra ment fel és hegyről jött le) – rendező: Christopher Monger
- The Monkey Kid (A majomkölyök) – rendező: Vang Hsziao-jen (Wang Xiao-Yen)
- The Poison Tasters – rendező: Ulrik Theer
- Things to Do in Denver When You're Dead (Leszámolás Denverben) – rendező: Gary Fleder
- Two Nudes Bathing – rendező: John Boorman
- Unstrung Heroes (Álmok hősei) – rendező: Diane Keaton

### Rövidfilmek versenye
- A homok dala – rendező: Cakó Ferenc
- Despondent Divorcee – rendező: Jonathan Ogilvie
- Domo – rendező: Maurizio Forestieri
- Gagarin – rendező: Alekszij Karitidi
- Koza – rendező: Nuri Bilge Ceylan
- Les enfants s’ennuyent le dimanche – rendező: Matthieu Poirot-Delpech és Sophie Perez
- Sortie de bain (Ki a kádból! ) [8] – rendező: Florence Henrard
- Swinger – rendező: Gregor Jordan
- The Beast – rendező: Rhoderyc Charles Montgomery
- The Pan Loaf – rendező: Sean Hinds

## Párhuzamos rendezvények

### Kritikusok Hete

#### Nagyjátékfilmek
- A pa tö csing zsen (阿爸的情人, A ba de qing ren) – rendező: Steve Wang
- Denise calls up (Tartsd a vonalat) [8] – rendező: Hal Salwen
- Los hijos del viento – rendező: Fernando Merinero
- Madagascar Skin – rendező: Chris Newby
- Manneken Pis – rendező: Frank van Passel
- Mute Witness (A néma tanú) – rendező: Anthony Waller
- Soul survivor – rendező: Stephen Williams

#### Rövidfilmek
- Adiós Toby, adiós – rendező: Ramón Barea
- An evil town – rendező: Richard Sears
- Le pendule de madame Foucault – rendező: Jean-Marc Vervoort
- Movements of the Body - 1st Movement: The Gesture – rendező: Wayne Traudt
- Surprise ! (Meglepetés!) – rendező: Veit Helmer
- The last laugh – rendező: Robert Harders
- Ubu – rendező: Manuel Gómez

### Rendezők Kéthete

#### Nagyjátékfilmek
- 3 Steps To Heaven – rendező: Constantine Giannaris
- An Awfully Big Adventure (Várva várt nagy kaland) – rendező: Mike Newell
- Badkonake sefid (A fehér léggömb) – rendező: Dzsafar Panahi
- Cafe Society – rendező: Raymond De Felitta
- Corps inflammables – rendező: Jacques Maillot
- Der Kopf des Mohren – rendező: Paulus Manker
- Eggs (Tojások) – rendező: Bent Hamer
- Eldorado (Itt van Eldorádó) – rendező: Charles Binamé
- Faute de soleil – rendező: Christophe Blanc
- Heavy – rendező: James Mangold
- Hikayatul jawahiri thalath (Három gyöngy meséje) – rendező: Michel Khleifi
- Le confessionnal (Gyóntatószék) – rendező: Robert Lepage
- Le rocher d’Acapulco – rendező: Laurent Tuel
- L'enfant noir – rendező: Laurent Chevallier
- Nella mischia – rendező: Gianni Zanasi
- Pather Panchali (Az út éneke) – rendező: Szatjadzsit Ráj
- Csü nien tung tien (去年冬天, Qu nian dong tian) – rendező: Hszü Hsziao-ming (徐小明, Hsu Hsiao-ming)
- Revivre – rendező: Jean-Luc Raynaud
- Safe (Elkülönítve) – rendező: Todd Haynes
- Someone Else's America (Valaki más Amerikája) – rendező: Goran Paskaljevic
- Sommaren – rendező: Kristian Petri
- Visiblement je vous aime – rendező: Jean-Michel Carré

#### Rövidfilmek
- La vie à rebours – rendező: Gaël Morel
- Le bus – rendező: Jean-Luc Gaget
- Rebonds – rendező: Marine Place
- Une visite – rendező: Philippe Harel

## Díjak

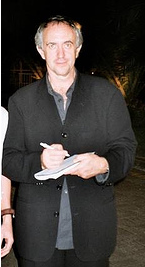
Jonathan Pryce (2007)

### Nagyjátékfilmek
- Arany Pálma: Underground[8] – rendező: Emir Kusturica
- Nagydíj: To vlemma tou Odyssea (Odüsszeusz tekintete) - Theo Angelopoulos
- A zsűri díja: N'oublie pas que tu vas mourir (Ne feledd, hogy meghalsz) – rendező: Xavier Beauvois
- A zsűri különdíja: Carrington (A festőnő szerelmei) – rendező: Christopher Hampton
- Legjobb rendezés díja: La haine (A gyűlölet) – rendező: Mathieu Kassovitz
- Legjobb női alakítás díja: Helen Mirren – The Madness of King George (György király)
- Legjobb férfi alakítás díja: Jonathan Pryce – Carrington (A festőnő szerelmei)

### Rövidfilmek
- Arany Pálma (rövidfilm): Gagarin – rendező: Alekszej Karitidi
- A zsűri díja (rövidfilm): Swinger – rendező: Gregor Jordan

### Arany Kamera
- Arany Kamera: Badkonake sefid (A fehér léggömb)[9] – rendező: Dzsafar Panahi
- Arany Kamera – Külön dicséret: Denise Calls Up (Tartsd a vonalat)[10] – rendező: Hal Salwen

### Egyéb díjak
- FIPRESCI-díj:
  - Land and Freedom (Haza és szabadság) – rendező: Ken Loach
  - To vlemma tou Odyssea (Odüsszeusz tekintete) - Theo Angelopoulos
- Technikai nagydíj: Lü Csüe (吕乐, Lü Yue) operatőr, Olivier Chiavassa laboratoriumi igazgató és Bruno Patin műszerbeállító „a Jao a jao jao tao vaj-po csiao (搖啊搖，搖到外婆橋, Yao a yao yao dao waipo qiao) (A sanghaji maffia) fényképezéséért és a laboratóriumi kidolgozásáért” – rendező: Csang Ji-mou (Zhang Yimou)
- Ökumenikus zsűri díja: Land and Freedom (Haza és szabadság) – rendező: Ken Loach
- Ökumenikus zsűri külön dicsérete: Between the Devil and the Deep Blue Sea – rendező: Marion Hänsel
- Ifjúság díja külföldi filmnek: Manneken Pis[10] – rendező: Frank van Passel
- Ifjúság díja francia filmnek: Bye-Bye – rendező: Karim Dridi